# Pazury (serial telewzyjny)
Claws – amerykański serial telewizyjny (komedio-dramat) wyprodukowany przez Le Train Train, Warner Horizon Television oraz Studio T, którego twórcą jest Eliot Laurence. Premierowy odcinek serialu został wyemitowany 11 czerwca 2017 roku przez TNT.
W Polsce serial jest emitowany od 15 sierpnia 2018 roku przez HBO 3.

## Opis fabuły
Serial opowiada o salonie kosmetycznym, w którym prane są brudne pieniądze z działalności przestępczej.

## Obsada
- Niecy Nash jako Desna Simms[3]
- Carrie Preston jako Polly[4]
- Harold Perrineau jako Dean[5]
- Jenn Lyon jako Jennifer[5]
- Judy Reyes jako Quiet Ann[6]
- Karrueche Tran jako Virginia[7]
- Jason Antoon jako Ken Brickman[8]
- Jack Kesy jako Roller[9]
- Dean Norris jako Uncle Daddy[10]
- Kevin Rankin jako Bryce

### Role drugoplanowe
- Jimmy Jean-Louis jako dr Gregory Ruval[11]
- Suleka Mathew jako Arlene Branch[12]

## Odcinki
| Sezon | Odcinki | Emisja oryginalna TNT | Emisja oryginalna TNT | Oryginalna emisja HBO 3 | Oryginalna emisja HBO 3 | Oryginalna emisja HBO 3 |
| Sezon | Odcinki | Premiera serii        | Koniec serii          | Premiera serii          | Koniec serii            |                         |
| ----- | ------- | --------------------- | --------------------- | ----------------------- | ----------------------- | ----------------------- |
| 1     | 10      | 11 czerwca 2017       | 13 sierpnia 2017      | 15 sierpnia 2018        | 17 października 2018    |                         |
| 2     | 10      | 10 czerwca 2018       | 12 sierpnia 2018      | 24 października 2018    | 21 listopada 2018       |                         |
| 3     | 10      | 9 czerwca 2019        | 11 sierpnia 2019      | 24 lipca 2019           | 25 września 2019        |                         |

### Sezon 1 (2017)
| Nr | #  | Tytuł     | Reżyseria        | Scenariusz             | Premiera w TNT   | Premiera w HBO 3     |
| -- | -- | --------- | ---------------- | ---------------------- | ---------------- | -------------------- |
| 1  | 1  | Tirana    | Nicole Kassell   | Eliot Laurence         | 11 czerwca 2017  | 15 sierpnia 2018     |
| 2  | 2  | Funerary  | Howard Deutch    | Eliot Laurence         | 18 czerwca 2017  | 22 sierpnia 2018     |
| 3  | 3  | Quicksand | Howard Deutch    | Jamie Travis           | 25 czerwca 2017  | 29 sierpnia 2018     |
| 4  | 4  | Fallout   | Victoria Mahoney | Janine Sherman Barrois | 2 lipca 2017     | 5 września 2018      |
| 5  | 5  | Bats**t   | Howard Deutch    | Janine Sherman Barrois | 9 lipca 2017     | 12 września 2018     |
| 6  | 6  | No. 2     | Tricia Brock     | Leila Gerstein         | 16 lipca 2017    | 19 września 2018     |
| 7  | 7  | Escape    | Shira Piven      | Bruce Rasmussen        | 23 lipca 2017    | 26 września 2018     |
| 8  | 8  | Teatro    | Nicole Kassell   | Maisha Closson         | 30 lipca 2017    | 3 października 2018  |
| 9  | 9  | Ambrosia  | Marta Cunningham | Jeff Augustin          | 6 sierpnia 2017  | 10 października 2018 |
| 10 | 10 | Avalanche | Howard Deutch    | Eliot Laurence         | 13 sierpnia 2017 | 17 października 2018 |

### Sezon 2 (2018)
| Nr | #  | Tytuł             | Reżyseria                    | Scenariusz                             | Premiera w TNT   | Premiera w HBO 3     |
| -- | -- | ----------------- | ---------------------------- | -------------------------------------- | ---------------- | -------------------- |
| 11 | 1  | Shook             | Marta Cunningham, Dale Stern | Eliot Laurence                         | 10 czerwca 2018  | 24 października 2018 |
| 12 | 2  | Cracker Casserole | Dale Stern                   | Janine Sherman Barrois                 | 17 czerwca 2018  | 24 października 2018 |
| 13 | 3  | Russian Navy      | Cheryl Dunye                 | Rick Cleveland                         | 24 czerwca 2018  | 31 października 2018 |
| 14 | 4  | Scream            | Billie Woodruff              | Maisha Closson                         | 1 lipca 2018     | 31 października 2018 |
| 15 | 5  | Vaginalologist    | Dale Stern                   | Emily Silver                           | 8 lipca 2018     | 7 listopada 2018     |
| 16 | 6  | Double Dutch      | Clare Kilner                 | Sam Forman                             | 15 lipca 2018    | 7 listopada 2018     |
| 17 | 7  | Burn              | Jamie Travis                 | Sigrid Gilmer                          | 22 lipca 2018    | 14 listopada 2018    |
| 18 | 8  | Crossroads        | Cherie Nowlan                | Jeff Augustin                          | 29 lipca 2018    | 14 listopada 2018    |
| 19 | 9  | Til Death         | Jamie Travis                 | Janine Sherman Barrois, Maisha Closson | 5 sierpnia 2018  | 21 listopada 2018    |
| 20 | 10 | Breezy            | Dale Stern                   | Eliot Laurence                         | 12 sierpnia 2018 | 21 listopada 2018    |

### Sezon 3 (2018)
| Nr | #  | Tytuł                        | Reżyseria      | Scenariusz                             | Premiera w TNT   | Premiera w HBO 3 |
| -- | -- | ---------------------------- | -------------- | -------------------------------------- | ---------------- | ---------------- |
| 21 | 1  | Just the Tip                 | Dale Stern     | Eliot Laurence                         | 9 czerwca 2019   | 24 lipca 2019    |
| 22 | 2  | Muscle & Flow                | Jamie Travis   | Janine Sherman Barrois                 | 16 czerwca 2019  | 31 lipca 2019    |
| 23 | 3  | Welcome to the Pleasuredome  | Dale Stern     | Maisha Closson                         | 23 czerwca 2019  | 7 sierpnia 2019  |
| 24 | 4  | Boy, Bye                     | Sheree Folkson | Sam Forman                             | 30 czerwca 2019  | 14 sierpnia 2019 |
| 25 | 5  | Zaddy Was a Rolling Stone    | Niecy Nash     | Darrin Dortch                          | 7 lipca 2019     | 21 sierpnia 2019 |
| 26 | 6  | Fly Like an Eagle            | Clare Kilner   | Sharon Lee Watson                      | 14 lipca 2019    | 28 sierpnia 2019 |
| 27 | 7  | Chicken Pussy                | Jamie Travis   | Sigrid Gilmer                          | 21 lipca 2019    | 4 września 2019  |
| 28 | 8  | What is Happening to America | Carrie Preston | Doug Stockstill                        | 28 lipca 2019    | 11 września 2019 |
| 29 | 9  | Melba Toast                  | Erica Watson   | Emily Silver                           | 4 sierpnia 2019  | 18 września 2019 |
| 30 | 10 | Finna                        | Dale Stern     | Janine Sherman Barrois, Eliot Laurence | 11 sierpnia 2019 | 25 września 2019 |

## Produkcja
Na początku marca 2016 roku, stacja TNT zamówiła pilotowy odcinek "Claws" od Rashnida Jones, który pierwotnie był tworzony dla HBO.
W maju 2016 roku poinformowano, że Niecy Nash wcieli się w rolę Desna Simms
W lipcu 2016 roku podano, że rolę Deana i Jennifer otrzymali Harold Perrineau i Jenn Lyon
W kolejnym miesiącu poinformowano, że do obsady dołączyli:  Karrueche Tran jako Virginia, Carrie Preston jako Polly oraz Jason Antoon jako Ken Brickman.
We wrześniu 2016 roku, ogłoszono, że Judy Reyes wcieli się w rolę Quiet Ann.
Na początku listopada 2016 roku, poinformowano, że do obsady dołączył Jack Kesy jako Roller.
14 grudnia 2016 roku, stacja TNT zamówiła 10-odcinkowy serial "Claws".
Pod koniec stycznia 2017 roku, podano, że Dean Norris wcieli się w rolę wujka Daddy.
W czerwcu 2017 roku, poinformowano, że Jimmy Jean-Louis i Suleka Mathew będą powracać w dramacie "Claws"
.

13 lipca 2017 roku, stacja TNT ogłosiła zamówienie drugiego sezonu.

3 lipca 2018 roku, stacja TNT przedłużyła serial o trzeci sezon.
1 października 2019 roku stacja TNT ogłosiła zamówienie czwartego finałowego sezonu.